# Panizas
La paniza en una especie de tortilla hecha a base de harina de garbanzos.

## Características
La elaboración consiste en cocer la harina en agua y sal, una vez cocida se extiende la masa sobre un plato húmedo y se deja enfriar. Ya fría la masa se corta en tiras de más o menos un centímetro de grueso y se fríen en aceite muy caliente.